# Kumtesele
Kumteselen er en læderkrave på en trækhests hals og bryst, der skåner luftrøret. I oldtiden havde trækheste to remme; den ene bag forbenene og den anden rundt om halsen. Den sidste rem klemte på hestens luftrør og gjorde at den ikke kunne udnytte sine kræfter. Med en kumtesele kan en hest trække meget tunge læs f.eks. kærrer, plove, lastpramme, kaner, sporvogne mm.
Kumteselen, sammen med stigbøjlen og hesteskoen, var opfindelser der forbedrede udnyttelsen af heste væsentligt. Kumteselen er lettere og mere fleksibel end et åg, der fortrinsvist bruges på okser.
Hvis læderkraven er forstærket med træ kaldes det en stavsele. I stedet for kumteseler kan bringeseler anvendes til lette vogne. Med en bringesele ligger trækket på bringen (brystkassens forside).